# Pilikaʻaiea
Prema havajskim pojanjima, poglavica Pilikaʻaiea (Piliauau; skraćeno: Pili) bio je „kralj” Havaja.
Njegovi roditelji se spominju u legendama kao Laʻau (otac) i Kukamolimaulialoha (majka). Pilikaʻaiea je bio unuk Lanakawaija i potomak poglavice Ulua prema drevnoj genealogiji havajskih poglavica. Odgojen je (i rođen) na Kahikiju (Tahiti).
Nakon što je havajski veliki svećenik Paʻao vidio kako havajski poglavice uzimaju za supruge žene „niskog podrijetla”, on je otišao na Tahiti kako bi tamo našao plemića dostojnog vlasti na Havajima. Paʻao se na Havaje vratio s Pilijem. Pili je svrgnuo kralja Kapawu te je postao predak mnogih poglavica, uključujući i slavnog Keaweikekahialiʻiokamokua.
Žena kralja Pilija bila je njegova sestra Hina. Njihovo dijete je bio sin, Ko. Pilijev nasljednik je bio njegov potomak Kukohou.